# ChAngE
「chAngE」（チェンジ）は、miwaの3枚目のシングル。2010年9月1日にSony Recordsより発売。

## 概要
前作「リトルガール」から約2ヶ月ぶりのシングル。初回生産限定盤はピンク色のカラートレイとなっており、『BLEACH』描き下ろしコラボキャップステッカーと「chAngE」のミュージック・ビデオが収録されたDVDが付属している。
オリコン週間シングルチャートで初登場8位を記録し、シングル・アルバム通じて自身初のトップ10入りとなった。また、レコチョク着うたフルのデイリーランキングでは「don't cry anymore」以来2度目となる初登場1位を記録した。

## 収録曲
全作詞・作曲：miwa
1. chAngE （4:07）
  - 編曲：Naoki-T

テレビ東京系アニメ『BLEACH』12thオープニングテーマ（2010年4月13日 - 10月5日放送分）
曲はデビュー前の2月頃に制作された[3]。シングルは9月発売であるがアニメオープニングには4月13日放送分から起用されていたため、結果的に発売までに4ヶ月以上も要することとなった。
大文字表記の「A」と「E」には、アコギからエレキにチェンジしたという意味が込められている[3]。
2. you can do it! （3:55）
  - 編曲：AKIHISA MATZURA

高校生の時に当時受験生だった妹に向けて書いた曲[3]。
3. あまやどり （4:01）
  - 編曲：Quatre-M

高校3年生の時に制作され、その時にレコーディングした音源を収録している[3]。
4. chAngE 〜instrumental〜 (4:06)

## 収録アルバム
chAngE
- guitarissimo
- miwa THE BEST

あまやどり
- miwa

## カバー
chAngE
- 朽木ルキア（折笠富美子） - 2011年12月14日発売の「ブリコン 〜BLEACH CONCEPT COVERS〜 2」に収録。
- Morfonica［倉田ましろ（進藤あまね）］ - 2020年3月21日にゲーム『バンドリ! ガールズバンドパーティ!』に収録[4]。同年5月27日発売の『バンドリ！ ガールズバンドパーティ！ カバーコレクション Vol.4』に音源収録[5]。